# Морцешть
Морцешть, Морцешті (рум. Morțești) — село у повіті Клуж в Румунії. Входить до складу комуни Чану-Маре.
Село розташоване на відстані 297 км на північний захід від Бухареста, 28 км на південний схід від Клуж-Напоки.

## Населення
За даними перепису населення 2002 року у селі проживали 3 особи.